# Strefy Strömgrena
Strefy Strömgrena – obszary zjonizowanego wodoru występujące w obszarach H II, wokół gorących, jasnych gwiazd.
Jonizacja gazu jest wywołana promieniowaniem krótkofalowym o długości fali mniejszej niż 991,2 nm.
Strefy Stromgrena w jednorodnym ośrodku międzygwiazdowym mają kształt kul, w których środku znajduje się gwiazda wysyłająca promieniowanie. Natomiast w ośrodku o niejednorodnej gęstości mają kształty nieregularne. Rozmiary stref są tym większe, im gorętsza i jaśniejsza jest gwiazda i rzadszy jest ośrodek międzygwiazdowy.